# Heodes miegii
Heodes miegii är en fjärilsart som beskrevs av Vogel 1857. Heodes miegii ingår i släktet Heodes och familjen juvelvingar. Inga underarter finns listade i Catalogue of Life.